# Vaucouleurs
Vaucouleurs és un municipi francès, situat al departament del Mosa i a la regió del Gran Est. L'any 2013 tenia 2.036 habitants.

## Demografia

### Població
El 2013 la població de fet de Vaucouleurs era de 2.036 persones.
La població ha evolucionat segons el següent gràfic:
Habitants censats

### Habitatges
El 2007 hi havia 1.076 habitatges, 896 eren l'habitatge principal de la família, 30 eren segones residències i 149 estaven desocupats. 706 eren cases i 365 eren apartaments. Dels 896 habitatges principals, 498 estaven ocupats pels seus propietaris, 378 estaven llogats i ocupats pels llogaters i 21 estaven cedits a títol gratuït; 15 tenien una cambra, 73 en tenien dues, 196 en tenien tres, 250 en tenien quatre i 362 en tenien cinc o més. 520 habitatges disposaven pel capbaix d'una plaça de pàrquing. A 414 habitatges hi havia un automòbil i a 249 n'hi havia dos o més.

### Piràmide de població
La piràmide de població per edats i sexe el 2009 era:
| Homes | Edats   | Dones |
| ----- | ------- | ----- |
| 4     | 95 o +  | 16    |
| 0     | 90 a 94 | 20    |
| 32    | 85 a 89 | 52    |
| 16    | 80 a 84 | 80    |
| 48    | 75 a 79 | 80    |
| 48    | 70 a 74 | 60    |
| 36    | 65 a 69 | 48    |
| 60    | 60 a 64 | 72    |
| 60    | 55 a 59 | 24    |
| 80    | 50 a 54 | 60    |
| 68    | 45 a 49 | 84    |
| 68    | 40 a 44 | 76    |
| 72    | 35 a 39 | 84    |
| 68    | 30 a 34 | 56    |
| 84    | 25 a 29 | 64    |
| 56    | 20 a 24 | 52    |
| 84    | 15 a 19 | 100   |
| 52    | 10 a 14 | 104   |
| 40    | 5 a 9   | 56    |
| 48    | 0 a 4   | 44    |

## Economia
El 2007 la població en edat de treballar era de 1.240 persones, 878 eren actives i 362 eren inactives. De les 878 persones actives 748 estaven ocupades (440 homes i 308 dones) i 130 estaven aturades (64 homes i 66 dones). De les 362 persones inactives 119 estaven jubilades, 87 estaven estudiant i 156 estaven classificades com a «altres inactius».

### Ingressos
El 2009 a Vaucouleurs hi havia 898 unitats fiscals que integraven 2.021 persones, la mediana anual d'ingressos fiscals per persona era de 15.875,5 €.

### Activitats econòmiques
Dels 94 establiments que hi havia el 2007, 2 eren d'empreses extractives, 2 d'empreses alimentàries, 7 d'empreses de fabricació d'altres productes industrials, 12 d'empreses de construcció, 19 d'empreses de comerç i reparació d'automòbils, 5 d'empreses de transport, 5 d'empreses d'hostatgeria i restauració, 5 d'empreses financeres, 3 d'empreses immobiliàries, 6 d'empreses de serveis, 20 d'entitats de l'administració pública i 8 d'empreses classificades com a «altres activitats de serveis».
Dels 33 establiments de servei als particulars que hi havia el 2009, 1 era una oficina d'administració d'Hisenda pública, 1 gendarmeria, 2 oficines de correu, 3 oficines bancàries, 1 funerària, 1 taller de reparació d'automòbils i de material agrícola, 2 autoescoles, 4 paletes, 1 fusteria, 2 lampisteries, 1 electricista, 4 perruqueries, 2 veterinaris, 4 restaurants, 3 agències immobiliàries i 1 saló de bellesa.
Dels 11 establiments comercials que hi havia el 2009, 1 era un hipermercat, 1 un supermercat, 1 una botiga de més de 120 m², 2 fleques, 1 una peixateria, 1 una llibreria, 1 una botiga de roba, 1 una botiga de material de revestiment de parets i terra i 2 floristeries.
L'any 2000 a Vaucouleurs hi havia 4 explotacions agrícoles que ocupaven un total de 588 hectàrees.

## Equipaments sanitaris i escolars
El 2009 hi havia 1 psiquiàtric, 2 farmàcies i 1 ambulància.
El 2009 hi havia 1 escola maternal i 1 escola elemental. Vaucouleurs disposava d'un col·legi d'educació secundària amb 347 alumnes.

## Poblacions més properes
El següent diagrama mostra les poblacions més properes.